# Yukuhashi (Fukuoka)
Yukuhashi (行橋市 Yukuhashi-shi?) es una ciudad localizada en Fukuoka, Japón. Tiene una población estimada, a fines de noviembre de 2022, de 72 627 habitantes.
La ciudad fue fundada el 10 de octubre de 1954.